# Otto Armster
Otto Fürchtegott Ferdinand Karl Armster, geboren als Otto Zenker, (* 1. Juli 1891 in Preetz; † 21. September 1957 in Wiesbaden) war ein deutscher Nachrichtendienst-Offizier und Widerstandskämpfer gegen den Nationalsozialismus (Beteiligter des Attentates vom 20. Juli 1944).

## Leben
Armster war ein Sohn des Rechtsanwalts Dr. Ernst Zenker und seiner Ehefrau Johanna, geborene te Peerdt. Später wurde er von Johanna Armster adoptiert und erhielt anschließend ihren Nachnamen. Er war mit dem Leiter des Militär-Nachrichtendienstes Amt Ausland/Abwehr Wilhelm Canaris befreundet und hatte seit 1939 Kontakte zu dessen Widerstandskreis. Im Dienstrang eines Obersts war er ab April 1944 Leiter der „Abwehr“-Dienststelle Wien und arbeitete dort mit Georg Alexander Hansen, Hans Oster und Ludwig Gehre zusammen. 
Im Zusammenhang mit seinen Widerstandsaktivitäten hatte Armster mehrfach Kontakt über Hermann Kaiser zum General der Infanterie Friedrich Olbricht und anderen Verschwörern des Attentats vom 20. Juli 1944, er war dabei vorgesehen als Verbindungsoffizier im Wehrkreis XVIII (Salzburg). 
Am 23. Juli 1944 wurde Armster in Wien verhaftet und nach Berlin gebracht. Bis zu seiner Entlassung am 25. April 1945, kurz vor der Kapitulation Berlins, wurde er im Zellengefängnis Lehrter Straße inhaftiert. Am 15. Mai 1945 wurde er vom NKWD verhaftet und bis 1955 in der Sowjetunion gefangen gehalten.